# La ventana de Allegra
La ventana de Allegra (en inglés: Allegra's Window) es una serie de televisión musical infantil estadounidense que se emitió en Nickelodeon durante su bloque Nick Jr. del 24 de octubre de 1994 al 8 de diciembre de 1996, con reposiciones hasta el 5 de febrero de 1999; posteriormente se mostró en Noggin del 2 de febrero de 1999 al 6 de abril de 2003. La serie trata sobre la vida cotidiana de un personaje títere imaginativo llamado Allegra, y contó con actores en vivo, títeres y animación similar a la de Sesame Street. El programa fue creado por Jan Fleming, John Hoffman y Jim Jinkins, este último también es el creador de Doug. Dos de los titiriteros, Kathryn Mullen y Anthony Asbury, trabajarían juntos más tarde en la serie de PBS Between the Lions como los intérpretes de Lionel y Leona Lion.
Fue producida por Jumbo Pictures, HIT Entertainment para Nickelodeon (en su bloque Nick Jr.). La serie fue estrenada en 1994 y finalizó en 1996 con 52 episodios realizados. En Estados Unidos se retransmitió por el canal Noggin de 1999 hasta 2003. En Latinoamérica aún se emite por el canal de Nick Jr. Club en Pluto TV.

## Argumento
La ventana de Allegra se trataba sobre una niña títere de 3 años llamada Allegra quien descubre y aprende cosas nuevas. Los personajes incluyen a Franz, el hermano mayor de Allegra, su amiga Lindi (una perrita amarilla), sus padres, un gato azul llamado Riff, un cocinero llamado Don Galletón y su sobrino Poko, y a algunos personajes hechos por actores reales como la señorita Melodía y Ancora, una muchacha quien va en su bici repartiendo cosas.

## Producción
La ventana de Allegra fue grabada en Nickelodeon Studios en Orlando, en Universal Studios Florida, y fue producida por Topstone Productions y Jumbo Pictures.